# Pannkaka

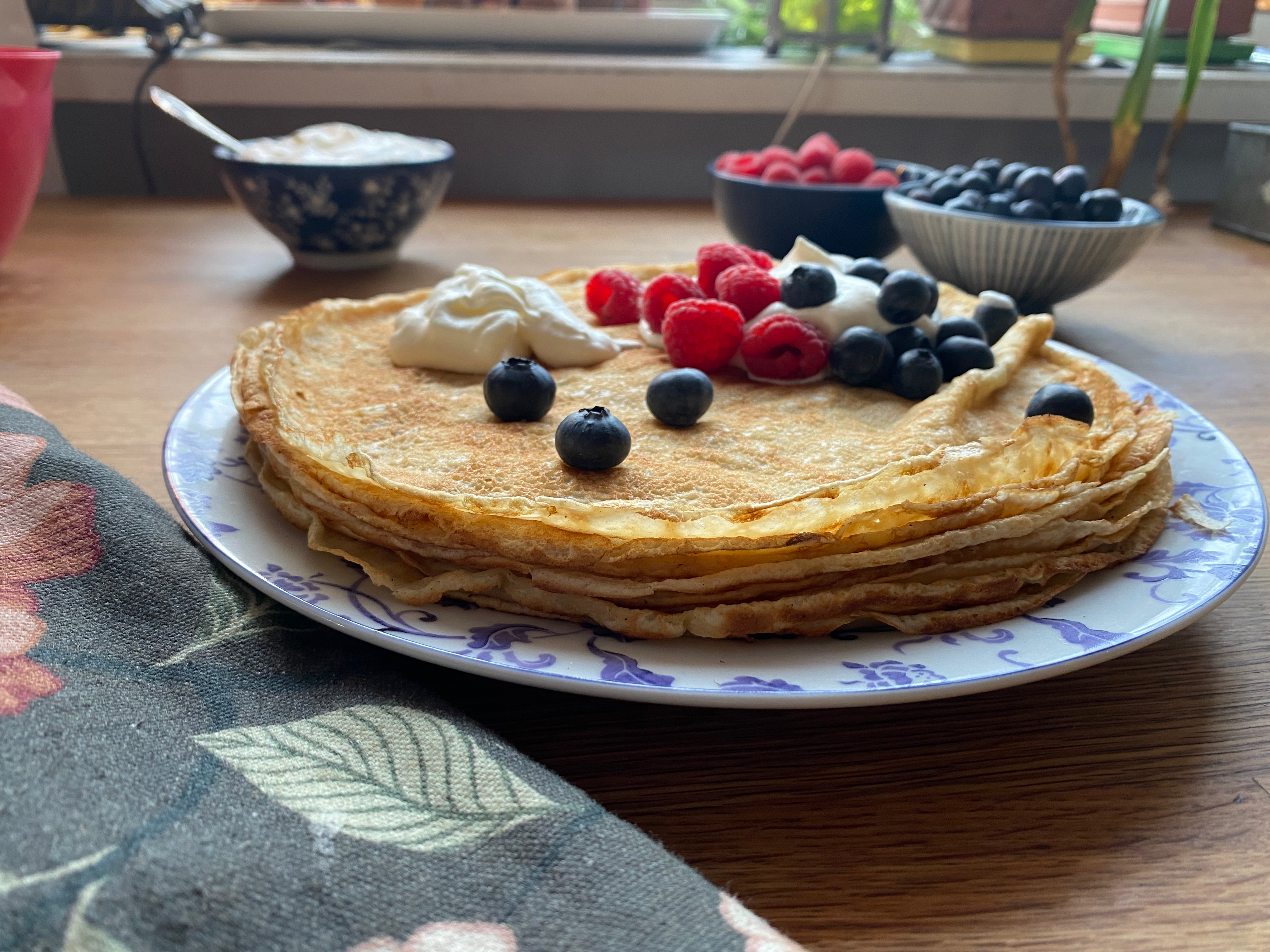
Svenska pannkakor med bär och grädde som tillbehör.

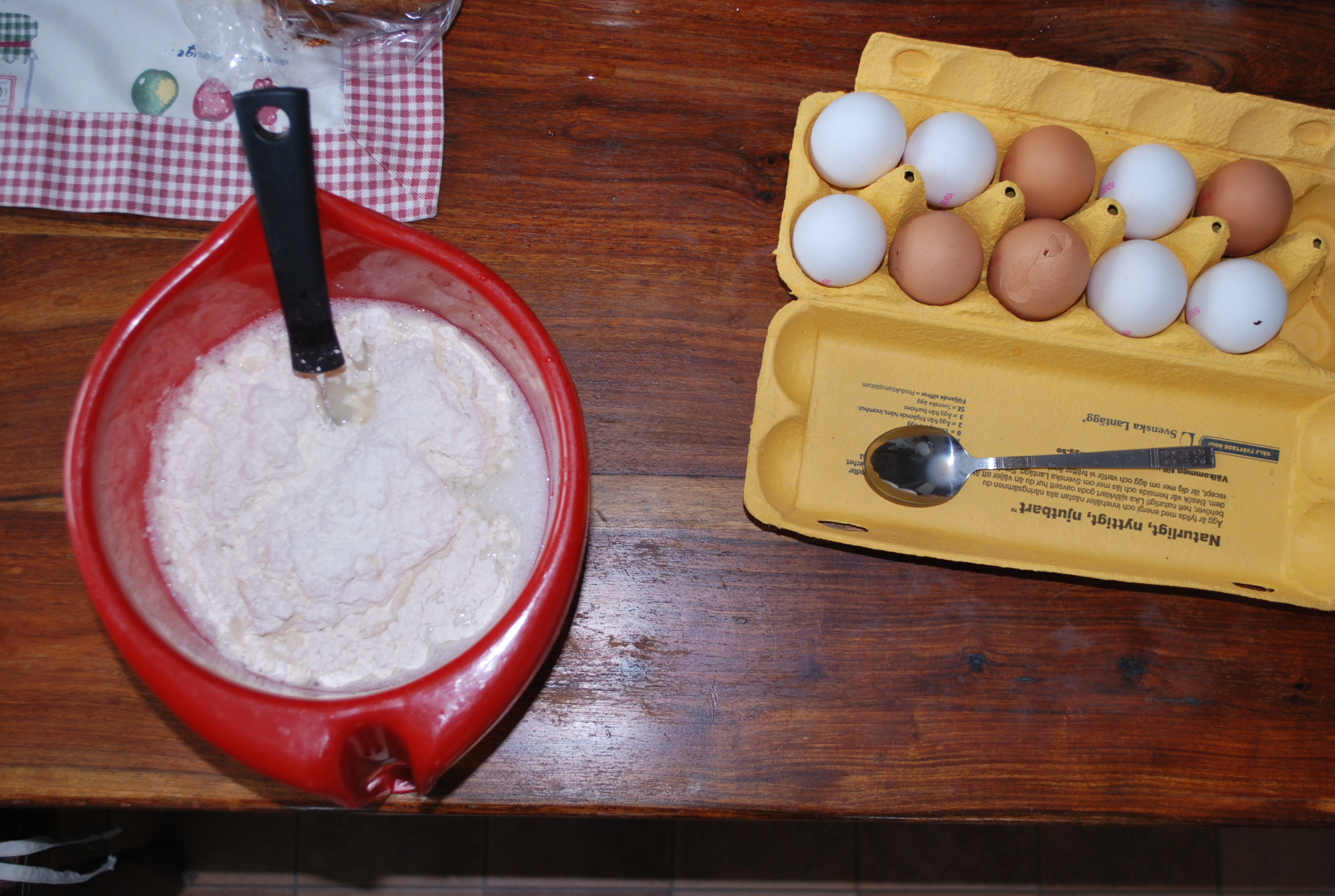
Pannkakssmet och ägg.

Pannkaka är en maträtt som gräddas i en pannkakslagg eller stekpanna på spisplattan (kallas även tunnpannkaka), vissa varianter i en långpanna i ugnen (ugnspannkaka).
I svenska pannkakor är standardingredienserna ägg, vetemjöl och mjölk samt matfett och salt. I delar av Småland, Skåne, Blekinge, Norrbotten, Finland och Västerbotten kallas alla typer som gräddas på spisen för plättar, oavsett hur stora de är.
I Sverige äts pannkaka traditionellt som efterrätt till ärtsoppa på torsdagar. Pannkakan äts ofta med sylt och glass eller vispad grädde, men även färska bär och strösocker förekommer.

## Historia
Pannkakans äldre historia är osäker. Varianter har troligtvis funnits sedan människan började odla och mala mjöl. Prover har visat att stenåldersmannen Ötzi åt primitiva pannkakor innan han avled. I antikens Grekland beskrev diktare under 400-talet f.Kr. pannkaka som "den platta maträtten". Pannkakorna kallades där teganites efter det grekiska ordet tagenon som betyder stekpanna.
I svenskan finns belägg för ordet pannkaka sedan 1538. Rätten innehöll råmjölk, men det var kanske inte en pannkaka definitionsmässigt. I bygdemål kunde även ostkaka kallas pannkaka.
Den moderna pannkakan uppstod sannolikt i slutet av 1800-talet, anser etnologen Kurt Genrup. Det var då järnspisarna och stekpannan introducerades. Ordet plättar kom senare och dessutom var det skillnad på recepten. Plättar var en finare variant som innehöll grädde.

## Pannkaksvarianter och pannkaksrätter

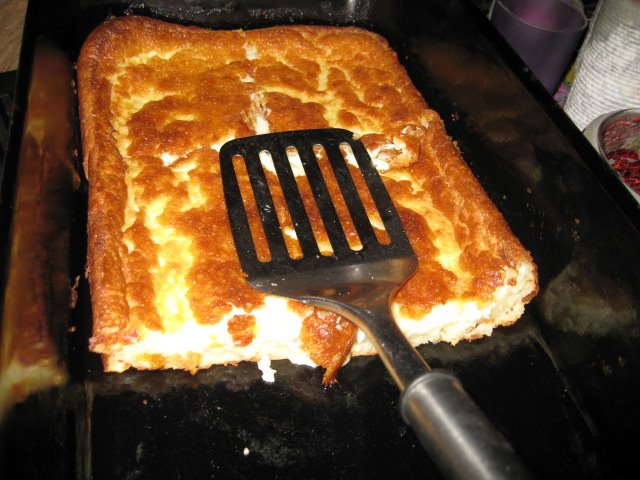
Ugnspannkaka i långpanna.

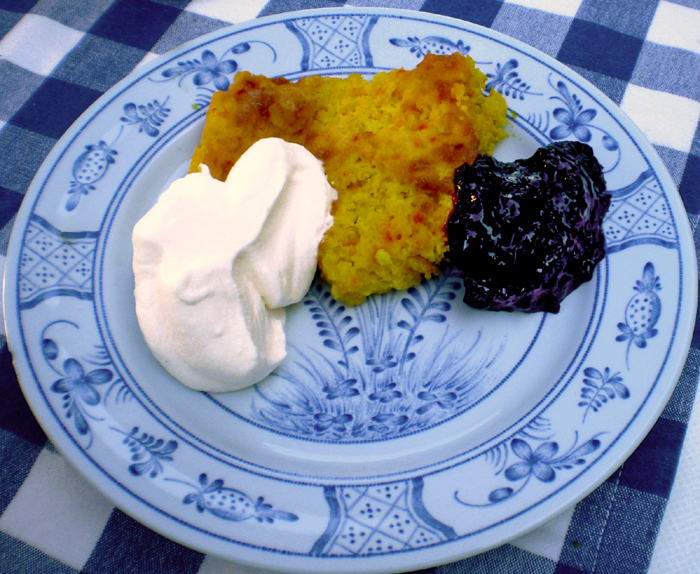
Saffranspannkaka med salmbärssylt och vispad grädde.

Plättar tillagas av samma recept som pannkaka, men är betydligt mindre. För tillagning av plättar används ett plättlagg. Plättar bakade på bovetemjöl kallas blinier.
Ugnspannkaka, i folkmun även kallad tjockpannkaka, är en pannkaka tillagad i långpanna i ugnen. I vissa delar av Blekinge, Norrbotten, Västerbotten och Finland kallas denna variant enbart pannkaka.
Fläskpannkaka är ugnspannkaka som innehåller fint skurna tärningar av rimmat sidfläsk. Fläskpannkaka serveras traditionellt med lingonsylt.
Saffranspannkaka eller Gotlandspannkaka är en lyxig efterrättsvariant från Gotland. Den innehåller inget mjöl utan görs istället på risgrynsgröt, saffran och hackad sötmandel. Serveras traditionellt med vispad grädde och salmbärssylt.
Ålandspannkaka är en åländsk variant av ugnspannkaka. Manna- eller risgrynsgröt blandas i smeten, som smaksätts med kardemumma. Pannkakan serveras med sviskonkräm och vispad grädde.
Jästa pannkakor är små jästa pannkakor som är vanliga i Sydsverige.
Äggfria pannkakor är pannkakor som inte innehåller ägg. För att få pannkakorna att hålla ihop bättre kan man tillsätta en knivsudd potatismjöl.
Veganska pannkakor kan lagas genom att ersätta mjölken och äggen med sojamjölk eller havredryck. Då bör man tillsätta en knivsudd potatismjöl för att pannkakan ska hålla ihop bättre. Istället för ägg kan äggersättningsprodukter utan animaliskt protein användas.
Blodplättar eller tunna blodpannkakor är en variant smaksatt med blod som äts med lingonsylt från Norrbotten, Västerbotten och Jämtland.
Pannkakstårta är tårta av flera lager tunnpannkakor med vispad grädde och sylt mellan lagren. Glass är också vanligt i pannkakstårtor.
Crêpes är franska för tunna pannkakor och kan ätas som förrätt eller dessert. Pannkakorna innehåller vanligtvis många ägg och rullas ihop med fyllning bestående av allt ifrån kött och svamp till frukt och choklad eller vänds i sås och flamberas.
Blinier är plättar bakade på bovetemjöl som serveras med gräddfil, kaviar, hackad lök med mera.
Kolbulle påminner om fläskpannkaka men tillagas i stekpanna.
Äggakaka är en skånsk maträtt som påminner om kolbulle. Först steker man fläsk eller bacon i en stekpanna. Sedan lyfter man bort fläsket och häller i en äggsmet. När den stelnat så vänder man på hela kakan, lägger fläsket på toppen och serverar rätten i stekpannan.

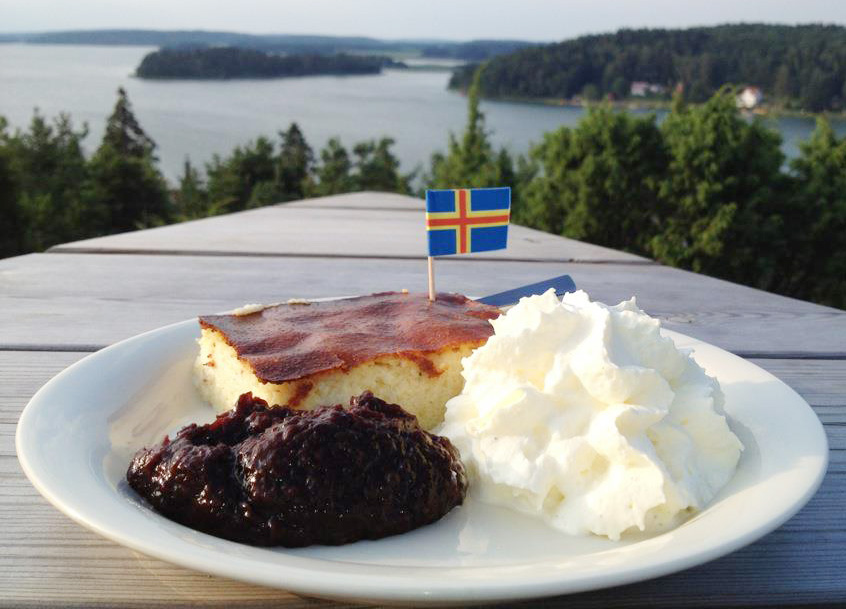
Ålandspannkaka
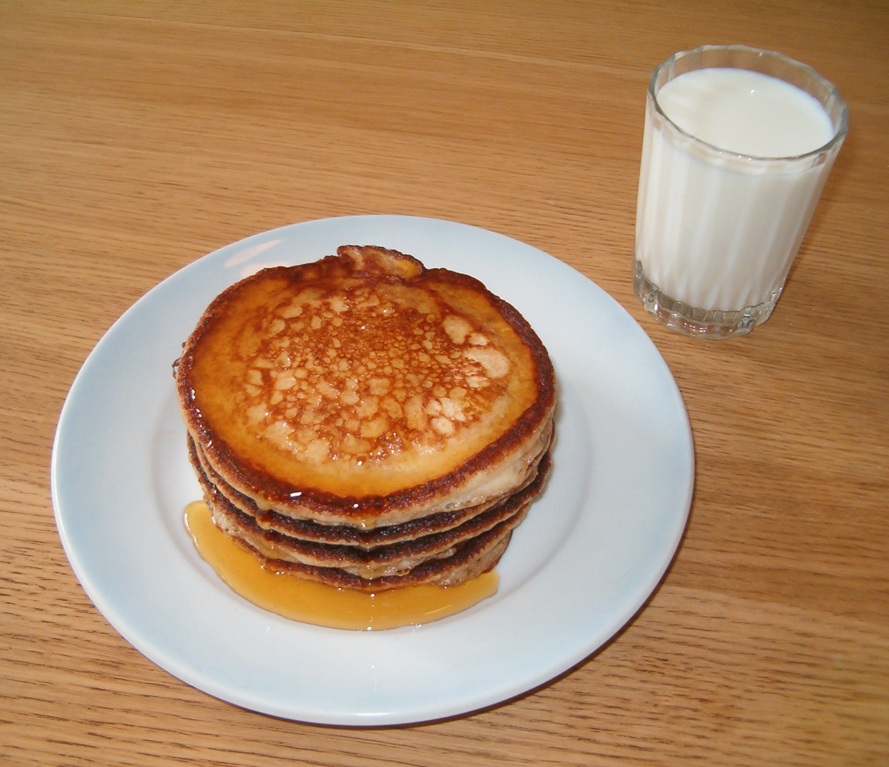
Jästa pannkakor med sirap och mjölk.
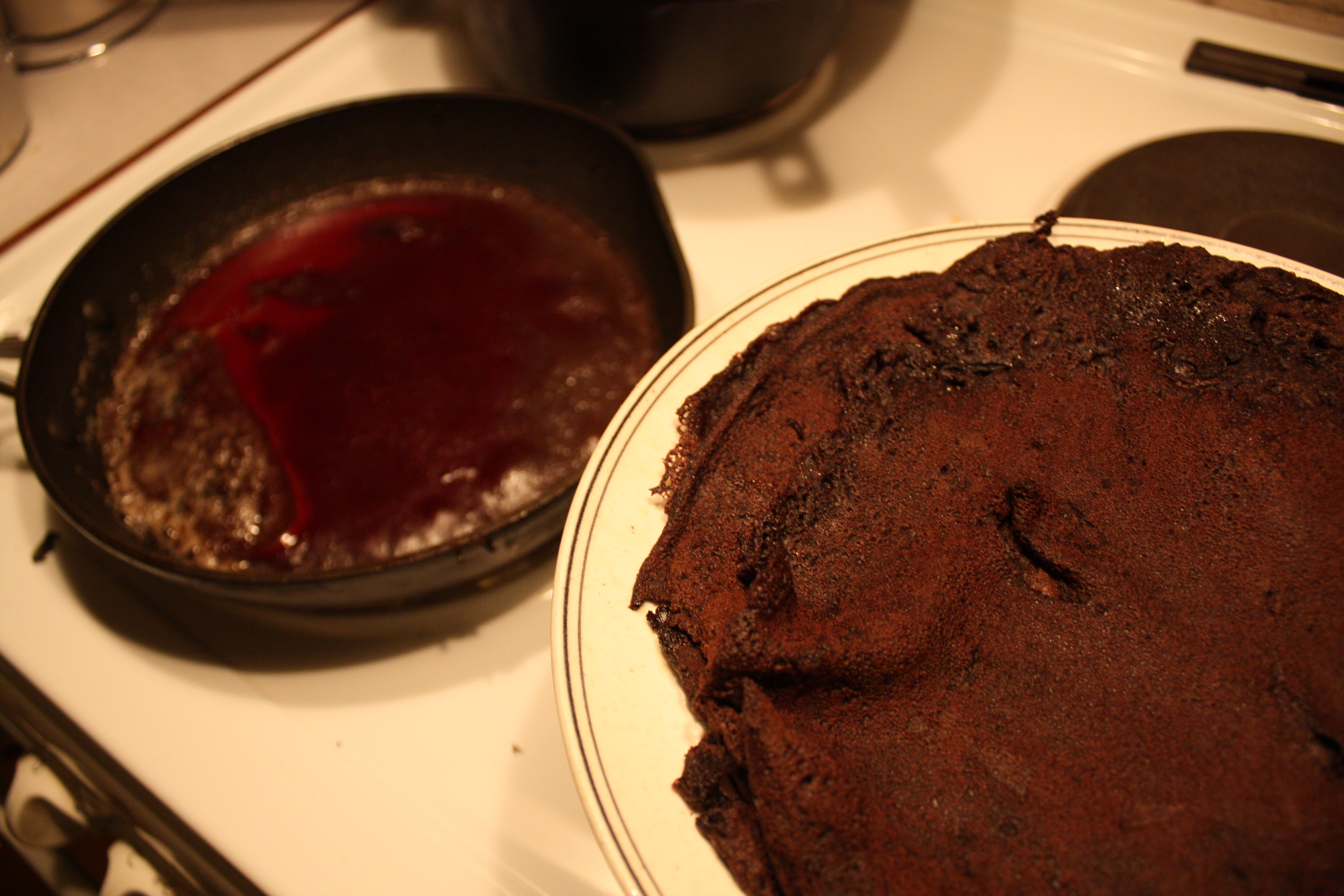
Blodplättar
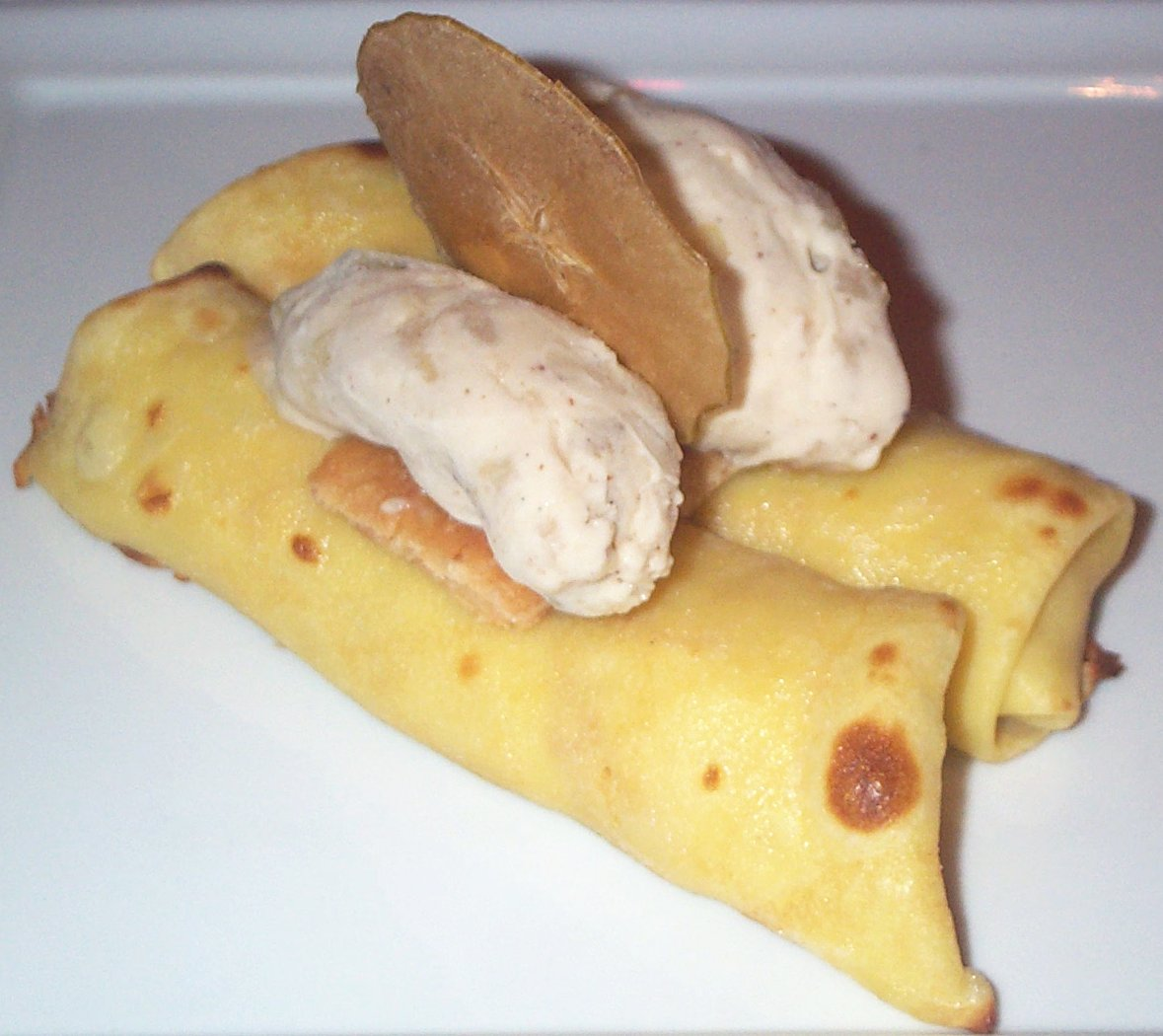
Crêpes

## Pannkaka globalt

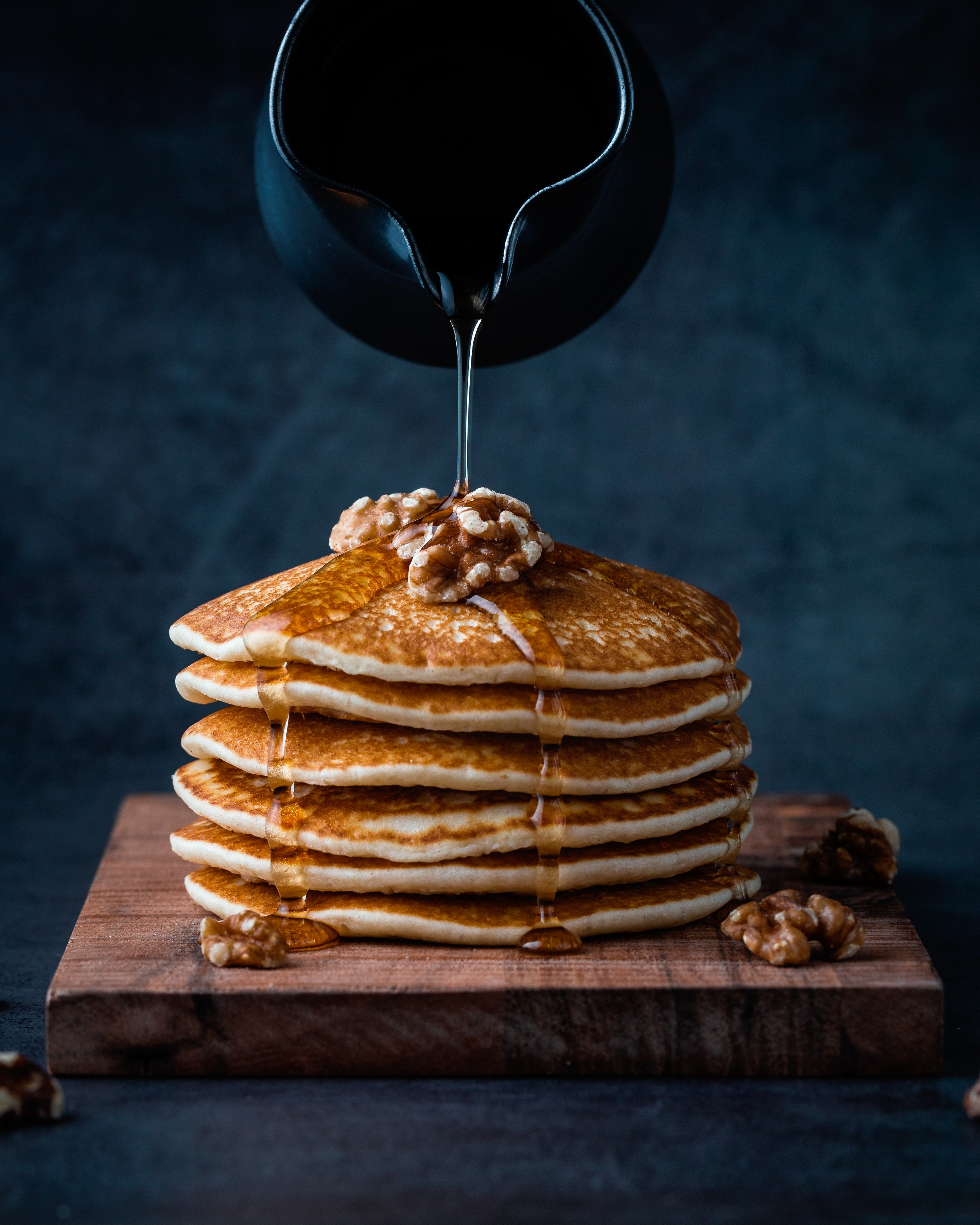
Amerikanska pannkakor med honung och valnötter.

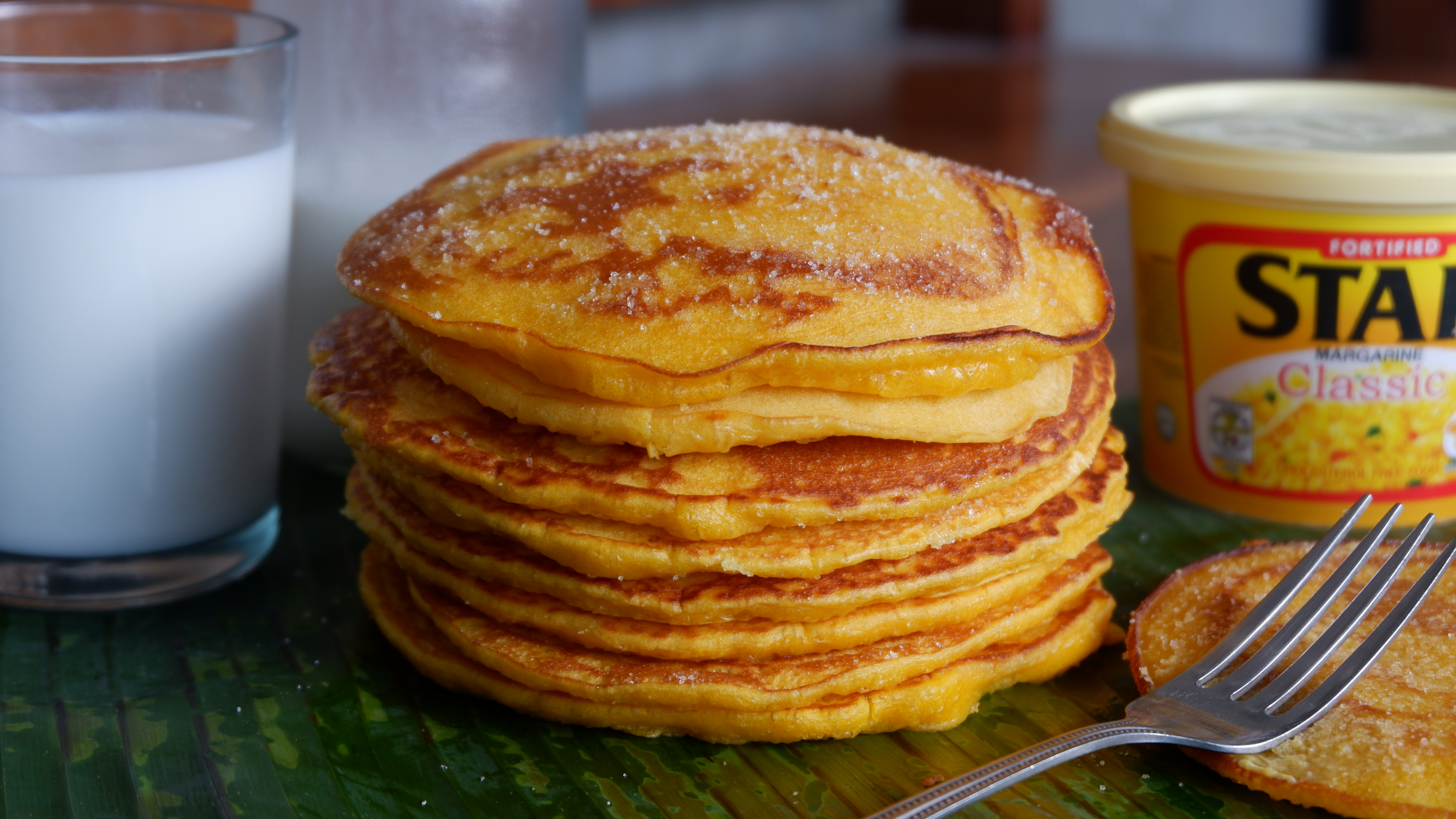
Filippinska hotcakes som är en typ av filippinska pannkakor.

Amerikanska pannkakor, även kallade pancakes (pannkakor på engelska) är en variant av pannkakor, som till största delen äts i USA, vanligen med lönnsirap, honung och/eller smör, och ofta till frukost. En skillnad från svenska pannkakor är att det ingår bakpulver i smeten, vilket gör att pannkakan jäser under gräddningen och blir tjockare. Dessutom görs de mindre än svenska pannkakor, endast cirka 12 centimeter i diameter. I USA serveras ibland små korvar eller ägg och bacon till pannkakorna.
Roti är en thailändsk pannkaka som görs på deg i stället för smet innan den steks i stekpanna. Den fylls sedan med banan, rullas ihop och garneras med chokladsås.
Lumma är en isländsk pannkaka, som mer liknar plättar, då dessa är relativt små men tjocka.
Filippinska hotcakes är en typ av filippinska pannkakor, liknande amerikanska pannkakor, som färgats gula med färgämne. De serveras som tilltugg, mellanmål eller alternativ frukost.

## Pannkaka i populärkulturen
Pannkakan (Wikisource) är en saga av Peter Christen Asbjørnsen om pannkakan som rymmer för att den inte vill bli uppäten. Pannkakstårtan är titeln på en barnbok av Sven Nordqvist.

## Pannkakan som liknelse
I svenskan används ordet 'pannkaka' ofta om något negativt, till exempel i uttrycken "Det blev bara pannkaka av alltihop", "Upp som en sol, ner som en pannkaka". Denna nedlåtande syn på pannkaka beror på att den underförstått jämförs med en reslig sufflé som den talande antas ha velat åstadkomma. I stället för sufflé blev det bara en platt pannkaka.[källa behövs]